# Osculum infame

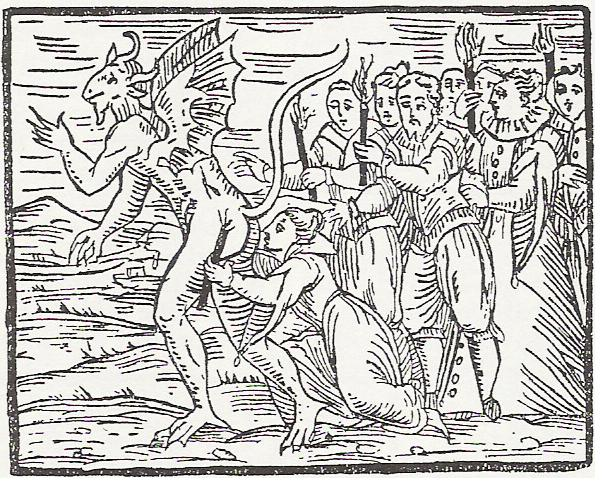
El ósculo infame en una miniatura de la Compendium maleficarum de Francesco Mario Aguada, 1608

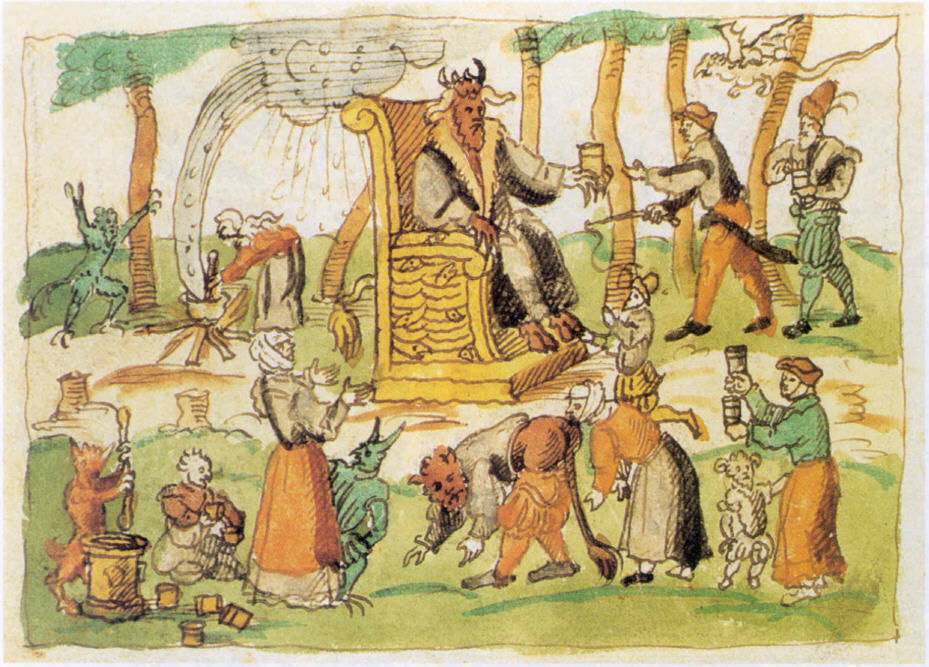
Representación suiza del del sabbath de las brujas de las crónicas de Johann Jakob Wick. Nótese que la bruja realiza el osculum infame, no sobre Satán mismo (entronizado arriba), sino sobre uno de sus asistentes

Osculum infame es el nombre de una ceremonia ritual atribuida a las brujas, con el que supuestamente expresaban su sumisión al Diablo. La expresión es latina, y significa "beso infame", ya que consistía en besar el ano del Diablo, su "otra boca". Según la creencia popular, era este beso lo que permitía al Diablo seducir a las brujas.   
En el período álgido de las cazas de brujas, se creía que todos los herejes, y en especial las brujas, rendían culto al Diablo y le homenajeaban besando su trasero. El osculum infame se menciona en casi todas las descripciones del aquelarre en la literatura sobre brujería, así como en las confesiones de las acusadas en los procesos, la mayor parte de las cuales fueron conseguidas mediante la tortura. 
Según estos relatos, las brujas realizaban este ritual al comienzo del aquelarre, después de que el Diablo hubiese leído los nombres de sus seguidores. Se aproximaban a él reptando o caminando hacia atrás, se volvían, se inclinaban y le besaban el trasero. Se creía que era un ritual necesario para la iniciación de las brujas, y a él seguían los festejos del aquelarre.  
En muchos relatos, el Diablo no se presentaba a las brujas para recibir este homenaje en forma humana, sino animal (macho cabrío, gato negro o sapo). 
En algunos testimonios, las brujas no solo besaban el ano al Diablo, sino también a otros demonios menores. 
En algunos lugares, no era considerado un acto de homenaje, sino una penitencia impuesta por el diablo. Es el caso, por ejemplo, de los testimonios referentes a juicios por brujería en North Berwick, en Escocia. 
- Datos: Q2247318